# Mesón de Fierro (meteorito)
El Mesón de fierro constituía el más grande meteorito del mundo conocido en el siglo XIX, que se encontraba en el sureste de Santiago del Estero, en la zona de paleocrateres y gran dispersión meteorítica denominada «Campo del Cielo» o «Hatum Pampa» por los indígenas. Muy superior en peso al descrito por Pallas y propiedad del gobierno ruso, expuesto en la Exposición de París en 1867, o el de Bahía, Brasil, de más de 7 000 kg. El punto de su ubicación servía en algún tiempo como referencia para ﬁjar los límites entre esa provincia y el Chaco, aun cuando el meteorito ya se había perdido. Actualmente, el mayor meteorito conocido supera las 55 toneladas y se encuentra en Namibia. 
Por orden del 3 de julio de 1576 del gobernador del Tucumán, Capitán General Gonzalo Abreu y Figueroa, Hernán Mexía de Miraval organizó una expedición y llegó hasta el «Fierro del Tucumán», también históricamente denominado «Meteorita», «Fierro del Chaco» o «Mesón de fierro», nombre este último dado por Rubín de Celis en razón de su apariencia y por el cual es conocido en la actualidad. Después de diversas diﬁcultades, el explorador arribó al sitio del mismo en 1576, extrayendo muestras y ﬁjando su derrotero en función de referencias locales o circunstanciales, imposibles de restituir con posterioridad por falta de hitos permanentes. A su vez, el Virrey de Chile y Perú ordenó una expedición al lugar, que efectuó Francisco de Maguna en 1774. Tuvo éxito y también extrajo muestras del meteorito al que deﬁnió como «una gran barra o planchón de metal», calculando su peso en 500 quintales (casi 23000kg). Conforme los análisis efectuados en España, la muestra dio «una quinta parte de plata y el resto ﬁerro de extraordinaria pureza». En 1776 repitió la expedición al lugar, trayendo consigo varias muestras. Levantó un plano «de la situación, circunstancia, anexidades y ﬁgura del expresado planchón». Dicho plano y dibujos de la masa de metal, se han perdido.
En 1779 por orden del Virrey Pedro de Ceballos, el Sargento Mayor Francisco de Ibarra efectuó una nueva expedición, trayendo consigo muestras del metal. La misma partió de Matará el 20 de julio de 1779 y llegó el 26 de julio al lugar.
El Capitán Melchor Miguel Costa efectuó la medición correspondiente de la masa de hierro, estableciendo una longitud de Este a Oeste de 4,5 varas (1,85 m); altura del lado Este 1,5 varas (1,19 m); 1 vara del lado Oeste y Sur (1,36 m). De dicha expedición se levantó plano y se confeccionó una suerte de diario con detalles de las circunstancias, accidentes y referencias destacadas de los distintos lugares atravesados hasta llegar al meteorito.
La última que lo avistara, llevada a cabo por el Teniente de Fragata Miguel Rubín de Celis por orden del Virrey Vértiz, que a su vez seguía mandatos de la corona española, se llevó a cabo en 1783. Fijó la «posición de mina» en la latitud sur -27 grados y 28 minutos sur. Cabe aclarar que esta posición en las traducciones usuales de las Royal Translation, se habla de «latitud mínima», correspondiente al informe que el explorador presentara sobre su campaña en la Royal Society inglesa, años después de su informe a la corte española. En esa oportunidad, cavó debajo de la mole metálica para determinar su naturaleza y la volcó por medio de palancas.
Estimó el peso en 41 000 kg (900 quintales), brindando sus dimensiones: 2,89 m ×1,28 m ×1,37 m. La dibujó y describió como «una inmensa mesa de ﬁerro que sobresalía de la llanura» (de ahí su nombre último y deﬁnitivo: «Mesón de Fierro»).